# Pont du Cadre Noir
Die Pont du Cadre Noir überbrückt die Loire in Saumur im Département Maine-et-Loire in der französischen Region Pays de la Loire. Sie ist Teil der Route départementale D347, der westlichen Umgehungsstraße von Saumur.
Sie ist nach der berühmten Reitschule Cadre Noir benannt, die 1814 als reiterliches Ausbildungs- und Elitekorps des französischen Militärs gegründet wurde.
Die autobahnähnlich ausgebaute Brücke hat vier Fahrspuren und an der der Stadt zugewandten Seite einen Geh- und Radweg. Sie ist 740 m lang und insgesamt 31,50 m breit. Sie besteht aus zwei nebeneinanderstehenden Spannbeton-Hohlkastenbrücken mit 8 Öffnungen und Pfeilerachsabständen von 61 + 6×103 + 61 m. 
Sie wurde 1982 eröffnet und 2010 durch eine parallele gleiche Brücke verdoppelt.